# Le vacanze
Le vacanze è un singolo della cantautrice italiana Joan Thiele, pubblicato il 5 luglio 2019 come primo estratto dal secondo EP Operazione oro.

## Descrizione
Il brano, scritto da Nicola Albera, è prodotto dalla stessa cantautrice con Stefano Tognini, in arte Zef.

## Video musicale
Il video musicale, diretto da Simone Rovellini, è stato pubblicato il 15 luglio 2019 attraverso il canale YouTube della cantautrice.

## Tracce
Testi di Nicola Albera, musiche di Alessandra Joan Thiele, Alicia Steanson, Nicola Albera e Stefano Tognini.
1. Le vacanze – 3:29